# روكموند دنبار
روكموند دنبار (بالإنجليزية: Rockmond Dunbar)‏ ممثل أمريكي من مواليد 11 يناير 1973.

## روابط خارجية
- روكموند دنبار على موقع IMDb (الإنجليزية)
- روكموند دنبار على موقع ألو سيني (الفرنسية)
- روكموند دنبار على موقع أول موفي (الإنجليزية)
- روكموند دنبار على موقع قاعدة بيانات الأفلام السويدية (السويدية)
- روكموند دنبار على موقع إن إن دي بي (الإنجليزية)
- روكموند دنبار على موقع قاعدة بيانات الفيلم (الإنجليزية)
- روكموند دنبار على موقع كينوبويسك (الروسية)